# 浜本雄幸
浜本 雄幸（はまもと ゆうこう、1928年 - 2022年4月28日）は、日本の漁師。北朝鮮による拉致被害者である浜本富貴恵の兄。

## 来歴
福井県小浜市生まれ。妹の富貴恵が1978年、当時婚約中だった夫の地村保志とともに北朝鮮工作員の辛光洙により小浜海浜公園で拉致されたアベック失踪事件以降、地村保と2人を捜し続けた。
1997年、「北朝鮮による拉致被害者家族連絡会」翌98年には「救う会福井」が発足。外務省や警察庁にも足を運び、被害者全員の救出を訴え続けた。
2002年9月の日朝首脳会談で北朝鮮が拉致を認め、同年10月に地村夫妻を含む拉致被害者5人が帰国を果たすことに尽力した。以降、拉致被害者全員の救出活動を願い、日本政府に事件究明を要望していた。
2022年4月28日、小浜市内の介護施設で死去。享年93。

## 関連人物
- 地村保（北朝鮮による拉致被害者家族連絡会設立者）
- 池田欣一（救う会福井会長）